# Сара Джио
Сара Джио (англ. Sarah Jio; родилась 18 февраля 1978, остров Бейнбридж, США) — американская писательница, автор сентиментальных романов.

## Биография
Сара Джио является автором любовных романов. Их действие зачастую происходит в маленьком городке на её родном острове Бейнбридж, а действие разворачивается в двух временных линиях — в настоящем и в прошлом. Книги Джио популярны не только в США (роман «Тихие слова любви» стал в России одной из самых продаваемых книг 2017 года с тиражом более 30 тысяч экземпляров), хотя критики отмечают «вторичность и поверхностность» её произведений.
Помимо литературного творчества, является постоянным колумнистом в журнале «Glamour», также пишет для таких изданий, как The New York Times, Redbook, The Oprah Magazine, Marie Claire и др.
Джио — мать троих сыновей и тема материнства фигурирует и в её творчестве.